# Вилланте, Джан
Джанпье́ро Вилла́нте (англ. Gianpiero Villante; род. 18 августа 1985, Уанто) — американский боец смешанного стиля, представитель тяжёлой и полутяжёлой весовых категорий. Выступает на профессиональном уровне начиная с 2009 года, известен по участию в турнирах бойцовских организаций UFC, Strikeforce и Ring of Combat, владел титулами чемпиона Ring of Combat в тяжёлом и полутяжёлом весах.

## Биография
Джан Вилланте родился 18 августа 1985 года в поселении Уанто округа Нассо, штат Нью-Йорк. Имеет итальянские корни. Во время учёбы в старшей школе и университете серьёзно занимался борьбой и футболом, имел в этих видах спорта определённые успехи, но в конечном счёте решил стать бойцом ММА.

### Ring of Combat
Дебютировал в смешанных единоборствах на профессиональном уровне в феврале 2009 года — первое время выступал в Атлантик-Сити в небольшом промоушене Ring of Combat. Одержал здесь шесть побед и завоевал титул чемпиона в тяжёлой весовой категории. Затем решил спуститься в полутяжёлый вес и потерпел первое в профессиональной карьере поражение, в первом раунде поединка с Деметриусом Ричардсом травмировал руку, и рефери зафиксировал технический нокаут.
В декабре 2010 года стал чемпионом Ring of Combat в полутяжёлом весе, выиграв техническим нокаутом у Джозефа Рейеса.

### Strikeforce
Имея в послужном списке семь побед и только одно поражение, Вилланте привлёк к себе внимание крупной американской организации Strikeforce и в январе 2011 года подписал с ней долгосрочный контракт. Уже в феврале вышел в клетку в рамках резервного поединка гран-при тяжеловесов, проиграв досрочно Чеду Григгсу.
Потерпев поражение, он решил вернуться в полутяжёлую весовую категорию и встретился с непобеждённым Лорензом Ларкином, которому уступил по очкам единогласным решением судей.
Затем несколько реабилитировался в глазах болельщиков, выиграв у таких бойцов к Кит Берри, Тревор Смит и Деррик Мехмен. Поскольку в 2013 году организация Strikeforce была поглощена более крупным игроком на рынке смешанных единоборств Ultimate Fighting Championship, все сильнейшие бойцы оттуда автоматически перешли на контракт к новому владельцу, в том числе перешёл и Вилланте.

### Ultimate Fighting Championship
Впервые вышел в октагон UFC в апреле 2013 года — встретился с таким же перешедшим из Strikeforce новичком организации Овинсом Сен-Прё. В начале третьего раунда получил непреднамеренный тычок пальцем в глаз и не смог продолжить поединок, в итоге был произведён подсчёт очков, и большинство судей отдали победу Сен-Прё.
В ноябре 2013 года Вилланте вышел на коротком уведомлении против Коди Донована и победил техническим нокаутом во втором раунде.
В 2014 году единогласным решением уступил Фабио Мальдонадо, но раздельным решением выиграл у Шона О’Коннелла, заработав при этом бонус за лучший бой вечера.
Трижды выступил в клетке UFC в 2015 году: техническим нокаутом взял верх над Кори Андерсоном, получив награду за бой вечера; был нокаутирован Томом Лоулором; отправил в нокаут Энтони Пероша.
В 2016 году единогласным решением уступил Илиру Латифи и техническим нокаутом выиграл у Сапарбека Сафарова, в третий раз был удостоен премии за лучший бой вечера.
Потерпел два поражения в 2017 году, от Маурисиу Руа и Патрика Камминза.
В январе 2018 года в встретился с бразильцем Франсимаром Баррозу и выиграл у него раздельным судейским решением.
27 июня 2020 года Вилланте встретился с Морисом Грином в рамках турнира UFC Vegas 4. Для Вилланте это был дебют в тяжелом весе в рамках UFC, что сказалось на его не лучшей физической форме в поединке — имея серьезное преимущество по ходу он боя, Вилланте не смог добить оппонента, а в итоге попался на болевой прием Грина и вынужден был сдаться.

## Статистика в профессиональном ММА
| Боёв 30  | Побед 17 | Поражений 13 |
| -------- | -------- | ------------ |
| Нокаутом | 10       | 5            |
| Сдачей   | 2        | 1            |
| Решением | 5        | 7            |

| Результат | Рекорд | Соперник          | Способ                                | Турнир                                     | Дата             | Раунд | Время | Место                  | Примечание                                                                    |
| --------- | ------ | ----------------- | ------------------------------------- | ------------------------------------------ | ---------------- | ----- | ----- | ---------------------- | ----------------------------------------------------------------------------- |
| Поражение | 17-14  | Крис Барнетт      | TKO (удары)                           | UFC 268                                    | 6 ноября 2021    | 2     | 2:23  | Нью-Йорк, США          | Выступление вечера                                                            |
| Поражение | 17-13  | Джейк Коллье      | Единогласное решение                  | UFC on ESPN: Hermansson vs. Vettori        | 5 декабря 2020   | 3     | 5:00  | Лас-Вегас, США         |                                                                               |
| Поражение | 17-12  | Морис Грин        | Сдача (ручной треугольник)            | UFC on ESPN: Poirier vs. Hooker            | 27 июня 2020     | 3     | 3:44  | Лас-Вегас, США         | Вернулся в тяжёлый вес.                                                       |
| Поражение | 17-11  | Михал Олексейчук  | TKO (рукой в корпус)                  | UFC Fight Night: Błachowicz vs. Santos     | 23 февраля 2019  | 1     | 1:34  | Прага, Чехия           |                                                                               |
| Победа    | 17-10  | Эд Херман         | Раздельное решение                    | UFC Fight Night: Volkan vs. Smith          | 27 октября 2018  | 3     | 5:00  | Монктон, Канада        |                                                                               |
| Поражение | 16-10  | Сэм Алви          | Раздельное решение                    | UFC Fight Night: Rivera vs. Moraes         | 1 июня 2018      | 3     | 5:00  | Ютика, США             |                                                                               |
| Победа    | 16-9   | Франсимар Баррозу | Раздельное решение                    | UFC 220                                    | 20 января 2018   | 3     | 5:00  | Бостон, США            |                                                                               |
| Поражение | 15-9   | Патрик Камминз    | Раздельное решение                    | UFC on Fox: Weidman vs. Gastelum           | 22 июля 2017     | 3     | 5:00  | Юниондейл, США         |                                                                               |
| Поражение | 15-8   | Маурисиу Руа      | TKO (удары руками)                    | UFC Fight Night: Belfort vs. Gastelum      | 11 марта 2017    | 3     | 0:59  | Форталеза, Бразилия    |                                                                               |
| Победа    | 15-7   | Сапарбек Сафаров  | TKO (удары руками)                    | UFC Fight Night: Lewis vs. Abdurakhimov    | 9 декабря 2016   | 2     | 2:54  | Олбани, США            | Бой вечера.                                                                   |
| Поражение | 14-7   | Илир Латифи       | Единогласное решение                  | UFC 196                                    | 5 марта 2016     | 3     | 5:00  | Лас-Вегас, США         |                                                                               |
| Победа    | 14-6   | Энтони Перош      | KO (удар рукой)                       | UFC 193                                    | 15 ноября 2015   | 1     | 2:56  | Мельбурн, Австралия    |                                                                               |
| Поражение | 13-6   | Том Лоулор        | KO (удар рукой)                       | UFC on Fox: Dillashaw vs. Barão 2          | 25 июля 2015     | 2     | 0:27  | Чикаго, США            |                                                                               |
| Победа    | 13-5   | Кори Андерсон     | TKO (удары руками)                    | UFC on Fox: Machida vs. Rockhold           | 18 апреля 2015   | 3     | 4:18  | Ньюарк, США            | Бой вечера.                                                                   |
| Победа    | 12-5   | Шон О’Коннелл     | Раздельное решение                    | UFC Fight Night: Te Huna vs. Marquardt     | 28 июня 2014     | 3     | 5:00  | Окленд, Новая Зеландия | Бой вечера.                                                                   |
| Поражение | 11-5   | Фабио Мальдонадо  | Единогласное решение                  | UFC Fight Night: Shogun vs. Henderson 2    | 23 марта 2014    | 3     | 5:00  | Натал, Бразилия        |                                                                               |
| Победа    | 11-4   | Коди Донован      | TKO (удары руками)                    | UFC 167                                    | 16 ноября 2013   | 2     | 1:22  | Лас-Вегас, США         |                                                                               |
| Поражение | 10-4   | Овинс Сен-Прё     | Техническое решение большинства судей | UFC 159                                    | 27 апреля 2013   | 3     | 0:33  | Ньюарк, США            | Вилланте получил непреднамеренный тычок в глаз и не смог продолжить поединок. |
| Победа    | 10-3   | Деррик Мехмен     | Единогласное решение                  | Strikeforce: Barnett vs. Cormier           | 19 мая 2012      | 3     | 5:00  | Сан-Хосе, США          |                                                                               |
| Победа    | 9-3    | Тревор Смит       | TKO (удары руками)                    | Strikeforce: Rockhold vs. Jardine          | 7 января 2012    | 1     | 1:05  | Лас-Вегас, США         |                                                                               |
| Победа    | 8-3    | Кит Берри         | Единогласное решение                  | Strikeforce Challengers: Gurgel vs. Duarte | 12 августа 2011  | 3     | 5:00  | Лас-Вегас, США         |                                                                               |
| Поражение | 7-3    | Лоренз Ларкин     | Единогласное решение                  | Strikeforce Challengers: Fodor vs. Terry   | 24 июня 2011     | 3     | 5:00  | Кент, США              |                                                                               |
| Поражение | 7-2    | Чед Григгс        | TKO (удары руками)                    | Strikeforce: Fedor vs. Silva               | 12 февраля 2011  | 1     | 2:49  | Ист-Ратерфорд, США     | Резервный бой гран-при тяжёлого веса.                                         |
| Победа    | 7-1    | Джозеф Рейес      | TKO (удары руками)                    | Ring of Combat 33                          | 3 декабря 2010   | 1     | 1:03  | Атлантик-Сити, США     | Выиграл вакантный титул чемпиона Ring of Combat в полутяжёлом весе.           |
| Поражение | 6-1    | Деметриус Ричардс | TKO (травма руки)                     | Ring of Combat 29                          | 16 апреля 2010   | 1     | 3:27  | Атлантик-Сити, США     | Дебют в полутяжёлом весе.                                                     |
| Победа    | 6-0    | Майк Кук          | Сдача (удушение сзади)                | Ring of Combat 28                          | 19 февраля 2010  | 1     | 1:36  | Атлантик-Сити, США     | Выиграл вакантный титул чемпиона Ring of Combat в тяжёлом весе.               |
| Победа    | 5-0    | Марсело Перейра   | KO (удар рукой)                       | Ring of Combat 27                          | 20 ноября 2009   | 1     | 3:59  | Атлантик-Сити, США     | Бой в промежуточном весе 97,5 кг.                                             |
| Победа    | 4-0    | Роб Уинс          | KO (ногой в голову)                   | Ring of Combat 26                          | 11 сентября 2009 | 2     | 1:25  | Атлантик-Сити, США     |                                                                               |
| Победа    | 3-0    | Джо Абуата        | TKO (удары руками)                    | Ring of Combat 25                          | 12 июня 2009     | 1     | 1:48  | Атлантик-Сити, США     |                                                                               |
| Победа    | 2-0    | Пол Уайт          | Сдача (удушение сзади)                | Ring of Combat 24                          | 17 апреля 2009   | 1     | 1:46  | Атлантик-Сити, США     |                                                                               |
| Победа    | 1-0    | Рэнди Дюрант      | TKO (остановлен врачом)               | Ring of Combat 23                          | 20 февраля 2009  | 1     | 0:35  | Атлантик-Сити, США     |                                                                               |